# Glenn Bech
Glenn Bech (født 8. april 1991 i Horsens) er en dansk forfatter og psykolog.

## Uddannelse
Nogle år før psykologistudierne var han speditørelev hos DSV i Lund ved Horsens.
Han er uddannet psykolog fra Aarhus Universitet i 2017 og blev færdig på Forfatterskolen i 2019.

## Karriere
Han debuterede i januar 2021 som forfatter med romanen Farskibet. 
Tidligere i karrieren modtog han Bodil og Jørgen Munch-Christensens debutantpris og stipendium fra Albert Dams mindelegat i 2021.  Samme år blev han nomineret til Weekendavisens Litteraturpris og Montanaprisen. 
I september 2022 udkom hans anden bog, Jeg anerkender ikke længere jeres autoritet, som han i 2023 vandt Politikens Litteraturpris for. Året forinden modtog han Blixenprisen for årets roman 2022. 
Interviewet i DR2 Deadline flere gange, og har holdt programmets nytårstale.
Glenn Bech var i 2023 med i første afsnit af satireprogrammet Ditte Hansen har en plan: Det delte Danmark , der kan ses på DRTV.